# Jiří Hudeček
Jiří Hudeček (Lety U Dobřichovic, 19 maggio 1986) è un ex ciclista su strada ceco, professionista dal 2011 al 2013 e campione nazionale a cronometro nel 2011.

## Carriera
Dopo aver corso tra i dilettanti nel 2010 facendosi notare in alcune corse ceche, nel 2011 viene messo sotto contratto dalla PSK Whirlpool-Author, squadra con la quale conquista due vittorie nel 2011 ed un successo nel 2012, e con cui giunge terzo nella classifica generale del Giro della Repubblica Ceca 2011.

## Palmarès
- 2011 (PSK Whirlpool-Author, due vittorie)

Campionati cechi, Prova a cronometro
4ª tappa Vysočina (Žd'ar nad Sázavou > Brodská)

### Altri successi
- 2012 (Whirlpool-Author)

1ª tappa Giro della Repubblica Ceca (Uničov, cronosquadre)

## Piazzamenti

### Competizioni mondiali
- Campionati del mondo

Copenaghen 2011 - Cronometro: 57º